# 层上同调
数学中，层上同调是运用同调代数分析拓扑空间上层的全局截面的领域。广义地说，层上同调描述了几何问题能在局部解决时，全局解决问题遇到的障碍。层上同调的核心著作是亚历山大·格罗滕迪克1957年发表在《东北数学杂志》上的论文。
层、层上同调与谱序列是让·勒雷在奥地利战俘营Oflag XVII-A中提出的。勒雷在1940年到1945年与其他人在集中营组织了“狱中大学”。
1950年代，勒雷的定义得到了简化与澄清。很明显，层上同调不仅是代数拓扑中一种新的上同调方法，也是复解析几何与代数几何中一种强有力的方法。这些课题通常涉及构建具有特定局部性质的全局函数，层上同调非常适合。黎曼-罗赫定理、霍奇定理等很多早期结果都通过层上同调得到推广或有了更好理解。

## 定义
拓扑空间X上阿贝尔群的层范畴是阿贝尔范畴，因此问层的态射{\displaystyle f:\ B\to C}是单态射还是满态射的问题有意义。答案之一是：对X中每个点x，当且仅当相关的茎上同态{\displaystyle B_{x}\to C_{x}}是单射（或满射），f才是单射（或满射）。由此可知，对X中每个开集U，当且仅当U上截面的同态{\displaystyle B(U)\to C(U)}是单射时，f才是单射。而满射则更微妙：对X中每个开集U、U上C的每个截面s与U中每一点x，当且仅当存在U中x的开邻域V使限制于V的s是V上某截面B的像（即：C的每个截面都局部提升到B的截面），f才是满射。
于是问题来了：给定层的满射{\displaystyle B\to C}与X上C的截面s，s满足什么条件时是B在X上某截面的像？这是几何中各种局部与全局问题的模型。层上同调给出了令人满意的一般答案：令A是满射{\displaystyle B\to C}的核，给定X上层的短正合列
{\displaystyle 0\to A\to B\to C\to 0}
则有阿贝尔群长正合列，称作层上同调群：
{\displaystyle 0\to H^{0}(X,A)\to H^{0}(X,B)\to H^{0}(X,C)\to H^{1}(X,A)\to \cdots ,}
其中{\displaystyle H^{0}(X,\ A)}是X上A的全局截面群{\displaystyle A(X)}。例如，若群{\displaystyle H^{1}(X,\ A)}为零，则此正合列可以说明，C的每个全局截面都提升到B的全局截面。更一般地，正合列使高阶上同调群的知识成为理解层截面的基本工具。
亚历山大·格罗滕迪克对层上同调的定义已成为标准定义，使用的是同调代数的语言。其要点是，固定拓扑空间X，将上同调看做X上阿贝尔群层映射到阿贝尔群的函子。更精确地说，从X上阿贝尔群层到阿贝尔群的函子{\displaystyle E\mapsto E(X)}开始。这是左正合函子，但一般不是右正合的。那么，群{\displaystyle H^{i}(X,\ E)}（i是整数）可定义为函子{\displaystyle E\mapsto E(X)}的导出函子，这样i < 0时，{\displaystyle H^{i}(X,\ E)}自动为零，{\displaystyle H^{0}(X,\ E)}是全局截面群{\displaystyle E(X)}。上述长正合列也是直接的。
任何拓扑空间X上阿贝尔群层范畴都有足量单射，即对层E，都有具备{\displaystyle E\to I}的单射层I。导出函子的定义运用了这一点。由此可见，层E都有单射消解：
{\displaystyle 0\to E\to I_{0}\to I_{1}\to I_{2}\to \cdots .}
则，层上同调群{\displaystyle H^{i}(X,\ E)}是阿贝尔群链复形上同调群（同态的核模了前一个的像）：
{\displaystyle 0\to I_{0}(X)\to I_{1}(X)\to I_{2}(X)\to \cdots .}
同调代数中的标准论证表明，这些上同调群独立于E的单射消解的选择。
此定义很少直接用于计算层上同调，不过还是很强大的，因为具有很强的一般性（任何拓扑空间上阿贝尔群的任何层），且很容易隐含层上同调的形式属性，如上述长正合列。对特定类别的空间或层，有很多计算层上同调的工具，下详。

## 函子性
对拓扑空间的任意连续映射{\displaystyle f:\ X\to Y}、Y上阿贝尔群任何层E，对任何整数j都有拉回同态
{\displaystyle f^{*}\colon H^{j}(Y,E)\to H^{j}(X,f^{*}(E))}
其中{\displaystyle f^{*}(E)}表示拉回层。若f是Y的子空间X的含入，{\displaystyle f^{*}(E)}是E到X的限制，通常就只称作E，截面s的Y到X的拉回称作限制{\displaystyle s|_{X}}。
拉回同态在迈尔–维托里斯正合列有应用，这是一个重要的计算结果。即，设X是拓扑空间，是两开子集U、V的并，且令E是X上的层，则有阿贝尔群的长正合列：
{\displaystyle 0\to H^{0}(X,E)\to H^{0}(U,E)\oplus H^{0}(V,E)\to H^{0}(U\cap V,E)\to H^{1}(X,E)\to \cdots .}

## 常系数层上同调
对拓扑空间X与阿贝尔群A，常层{\displaystyle A_{X}}是值在A中的局部常值函数的层。具有常系数的层上同调群{\displaystyle H^{j}(X,A_{X})}通常简写为{\displaystyle H^{j}(X,A)}，除非这会导致与奇异上同调之类相混。
对连续映射{\displaystyle f:\ X\to Y}与阿贝尔群A，拉回层{\displaystyle f^{*}(A_{Y})}同构于{\displaystyle A_{X}}。因此，拉回同态使得常系数层上同调变为拓扑空间到阿贝尔群的反变函子。
对任意空间X、Y与任意阿贝尔群A，X到Y的两同伦映射f、g在层上同调上导出相同的同态：
{\displaystyle f^{*}=g^{*}:H^{j}(Y,A)\to H^{j}(X,A).}
由此可见，两同伦等价空间有同构的常系数层上同调。
令X是仿紧豪斯多夫空间，是局部可收缩空间，甚至在弱意义上，点x的开邻域U都包含x的开邻域V，使得含入{\displaystyle V\to U}同伦于常值映射。则，x的奇异上同调群（系数在阿贝尔群A中）同构于常系数层上同调{\displaystyle H^{*}(X,\ A_{X})}。例如，对X是拓扑流形或CW复形的情形，这一点是成立的。
因此，很多常系数层上同调的许多基本计算与奇异上同调的计算相同，球面、射影空间、环面与曲面的上同调见餘調#例子。
对任意拓扑空间，奇异上同调与层上同调（常系数）可能是不同的，{\displaystyle H^{0}}也可能发生：{\displaystyle H^{0}(X,\ \mathbb {Z} )}是X的路径分量集到整数{\displaystyle \mathbb {Z} }的函数群的奇异上同调，而层上同调{\displaystyle H^{0}(X,\ \mathbb {Z} _{X})}是X到{\displaystyle \mathbb {Z} }的局部常值函数群层上同调。例如，当X是康托尔集时，情形就不同了。事实上，在这种情况下，层上同调{\displaystyle H^{0}(X,\ \mathbb {Z} _{X})}是可数阿贝尔群，而奇异上同调{\displaystyle H^{0}(X,\ \mathbb {Z} )}是x到{\displaystyle \mathbb {Z} }所有函数的群，其势为
{\displaystyle 2^{2^{\aleph _{0}}}.}
对仿紧豪斯多夫空间X、X上阿贝尔群的任意层E，上同调群{\displaystyle H^{j}(X,\ E)}对大于X的拓扑维数的j都是零（对奇异上同调来说在一般情形下不成立，例如有欧氏空间{\displaystyle \mathbb {R} ^{3}}的紧子集，其在无限多度上具有非零的奇异上同调）。拓扑维数与拓扑流形或CW复形的通常维度概念一致。

## 弛层与软层
拓扑空间X上阿贝尔群的层E 若对{\displaystyle \forall j>0,\ H^{j}(X,\ E)=0}，则称作无环的（acyclic）。根据层上同调的长正合列，任何层的上同调都可从E的任何无环消解（而非单射消解）计算得来。单射层是无环的，但对计算来说，有其他无环层的例子很有用。
X上层E，若E在X某开子集上的每个截面都延伸到E在X全体上的某截面，就称E是弛（英语：flabby，法语：flasque）的。弛层无环。Godement通过任何层上的规范弛消解，定义了任何层的层上同调。由于弛层无环，Godement的定义与上述层上同调定义一致。
仿紧豪斯多夫空间X上的层E，若E到X闭子集的限制的每个截面都延伸到E在X全体上的某截面，就称E是软的。软层无环。
软层的一些例子如仿紧豪斯多夫空间上实值连续函数层、光滑流形上光滑（{\displaystyle C^{\infty }}）函数层。更一般地，交换环软层上的模层还是软的，例如光滑流形上向量丛的光滑截面层是软的。
例如，这些结果形成了德拉姆定理证明的一部分。对光滑流形X，庞加莱引理指出，德拉姆复形是常层{\displaystyle \mathbb {R} _{X}}的消解：
{\displaystyle 0\to \mathbf {R} _{X}\to \Omega _{X}^{0}\to \Omega _{X}^{1}\to \cdots ,}
其中{\displaystyle \Omega _{X}^{j}}是光滑j形式的层，映射{\displaystyle \Omega _{X}^{j}\to \Omega _{X}^{j+1}}是外微分{\displaystyle {\rm {d}}}。根据上面的结果，层{\displaystyle \Omega _{X}^{j}}是软的，因此是无环的。可知，X的实系数层上同调同构于X的德拉姆上同调，后者定义为实向量空间复形的上同调：
{\displaystyle 0\to \Omega _{X}^{0}(X)\to \Omega _{X}^{1}(X)\to \cdots .}
德拉姆定理的另一部分是识别X的实系数层上同调、奇异上同调；如上所述，这在更大的推广上成立。

## 切赫上同调
切赫上同调是层上同调的近似，常用于计算。即，令{\displaystyle {\mathcal {U}}}为拓扑空间X的开覆盖，令E为X上阿贝尔群的层。记覆盖中的开集为{\displaystyle U_{i}}，其中i属于集合I，且I的顺序固定，则切赫上同调{\displaystyle H^{j}({\mathcal {U}},E)}可定义为有j个群的阿贝尔群显式复形的上同调：
{\displaystyle C^{j}({\mathcal {U}},E)=\prod _{i_{0}<\cdots <i_{j}}E(U_{i_{0}}\cap \cdots \cap U_{i_{j}}).}
有自然同构{\displaystyle H^{j}({\mathcal {U}},E)\to H^{j}(X,E)}，因此切赫上同调是层上同调的近似，仅使用在开集{\displaystyle U_{i}}的有限交上的E的截面。
若{\displaystyle {\mathcal {U}}}中开集的每个有限交V都没有系数在E中的高阶上同调，即对{\displaystyle \forall j>0,\ H^{j}(V,\ E)=0}，则切赫上同调{\displaystyle H^{j}({\mathcal {U}},E)}到层上同调的同态是同构。
将切赫上同调与层上同调相联系的另一种方法如下。切赫上同调群{\displaystyle {\check {H}}^{j}(X,E)}定义为{\displaystyle H^{j}({\mathcal {U}},E)}在X所有开覆盖{\displaystyle {\mathcal {U}}}上的直极限（其中开覆盖由加细排序）。有切赫上同调到层上同调的同态{\displaystyle {\check {H}}^{j}(X,E)\to H^{j}(X,E)}，对{\displaystyle j\leq 1}是同构。对任意拓扑空间，切赫上同调与层上同调在更高的度上会有不同，但方便地说，对仿紧豪斯多夫空间上的任何层，切赫上同调都同构于层上同调。
同构{\displaystyle {\check {H}}^{1}(X,E)\cong H^{1}(X,E)}隐含着对拓扑空间X上阿贝尔群任何层E的{\displaystyle H^{1}(X,\ E)}的描述：此群在同构意义上分类了X上的E扭子（也叫主E丛）（通过非阿贝尔上同调集{\displaystyle H^{1}(X,\ G)}，这论述可推广到群G（不必阿贝尔）的任何层）。由定义，X上的E扭子是集合的层S以及E在X上的群作用，使X中每点都有S同构于E的开邻域，E通过平移（translation）作用于自身。例如，赋环空间{\displaystyle (X,\ O_{X})}上，X上可逆层的皮卡德群同构于层上同调群{\displaystyle H^{1}(X,\ O_{X}^{*})}，其中{\displaystyle O_{X}^{*}}是{\displaystyle O_{X}}中可逆元的层。

## 相对上同调
对整数j、拓扑空间X的子集Y与X上阿贝尔群的层E，可以定义相对上同调群：
{\displaystyle H_{Y}^{j}(X,E)=H^{j}(X,X-Y;E)}
还可称作在Y中有支持的X的上同调，或（Y对X封闭时）局部上同调。长正合列可在通常意义上将相对上同调与层上同调关联：
{\displaystyle \cdots \to H_{Y}^{j}(X,E)\to H^{j}(X,E)\to H^{j}(X-Y,E)\to H_{Y}^{j+1}(X,E)\to \cdots .}
Y对X封闭时，在Y中有支持的上同调可定义为函子
{\displaystyle H_{Y}^{0}(X,E):=\{s\in E(X):s|_{X-Y}=0\},}
的导出函子，即在Y上有支持的E的截面群。
有几种同构称作切除。例如，若X是拓扑空间，其子空间Y、U使Y的闭包在U内部，E是X上的层，则约束
{\displaystyle H_{Y}^{j}(X,E)\to H_{Y}^{j}(U,E)}
是同构（因此，在闭子集Y中具有支持的上同调只取决于空间X与层E在Y附近的行为）。另外，若X是仿紧豪斯多夫空间、是闭子集A、B的并、E是X上的层，则约束
{\displaystyle H^{j}(X,B;E)\to H^{j}(A,A\cap B;E)}
是同构。

## 具有紧支持的上同调
令X是局部紧拓扑空间（本文将局部紧空间理解为豪斯多夫空间）。对X上阿贝尔群的层E，可定义有紧支持的上同调{\displaystyle H_{c}^{j}(X,\ E)}。这些群被定义为紧支持截面的函子的导出函子：
{\displaystyle H_{c}^{0}(X,E)=\{s\in E(X):{\text{有}}X{\text{的紧子集}}K,\ {\text{且}}s|_{X-K}=0\}.}
有自然同构{\displaystyle H_{c}^{j}(X,\ E)\to H^{j}(X,\ E)}，是X紧的同构。
对局部紧空间X上的层E，{\displaystyle X\times \mathbb {R} }的系数在E的拉回中的紧支持上同调是X的紧支持上同调的移位（shift）：
{\displaystyle H_{c}^{j+1}(X\times \mathbf {R} ,E)\cong H_{c}^{j}(X,E).}
举例来说，若{\displaystyle j=n}，则{\displaystyle H_{c}^{j}(\mathbb {R} ^{n},\ \mathbb {Z} )}同构于{\displaystyle \mathbb {Z} }，否则为零。
就任意连续映射而言，紧支持上同调不是函子性的。而对局部紧空间上的紧合映射{\displaystyle f:\ Y\to X}与X上的层E，紧支持上同调上有拉回同态
{\displaystyle f^{*}\colon H_{c}^{j}(X,E)\to H_{c}^{j}(Y,f^{*}(E))}
另外，对局部紧空间X的开子集U与X上的层E，有称作零点扩张（extension by zero）的前推同态：
{\displaystyle H_{c}^{j}(U,E)\to H_{c}^{j}(X,E).}
对局部紧空间X与闭子集Y，这两个同态都见于紧支持上同调的长正合局部化列中：
{\displaystyle \cdots \to H_{c}^{j}(X-Y,E)\to H_{c}^{j}(X,E)\to H_{c}^{j}(Y,E)\to H_{c}^{j+1}(X-Y,E)\to \cdots .}

## 上积
对所有i、j以及拓扑空间X上阿贝尔群的任意层A、B，有双射——上积
{\displaystyle H^{i}(X,A)\times H^{j}(X,B)\to H^{i+j}(X,A\otimes B),}
当中{\displaystyle A\otimes B}表示在{\displaystyle \mathbb {Z} }上的张量积，但若A、B是交换环的某层{\displaystyle O_{X}}上的模层，则可进一步从{\displaystyle H^{i+j}(X,\ A\otimes _{\mathbb {Z} }B)}映射到{\displaystyle H^{i+j}(X,\ A\otimes _{O_{X}}B)}。特别是，对交换环的层{\displaystyle O_{X}}，上积使得直和
{\displaystyle H^{*}(X,O_{X})=\bigoplus _{j}H^{j}(X,O_{X})}
变为分次交换环，即对{\displaystyle \forall u\in H^{i},\ v\in H^{j},}
{\displaystyle vu=(-1)^{ij}uv}

## 层复形
层上同调是导出函子的定义可进行扩展，定义拓扑空间X的上同调，且系数在层的任何复形E中：
{\displaystyle \cdots \to E_{j}\to E_{j+1}\to E_{j+2}\to \cdots }
特别地，若复形E有下界（对足够负的j，层{\displaystyle E_{j}}为零），则E像单层一样有单射消解I（由定义，I是有下界的单射层复形，其链映射{\displaystyle E\to I}是拟同构）。则上同调群{\displaystyle H^{j}(X,\ E)}定义为阿贝尔群复形的上同调
{\displaystyle \cdots \to I_{j}(X)\to I_{j+1}(X)\to I_{j+2}(X)\to \cdots .}
空间的系数在层复形中的上同调，早先被称作超同调，现在一般只叫“上同调”。
更一般地，对空间X上层E（不必有下界）的任意复形，上同调群{\displaystyle H^{j}(X,\ E)}定义为X上层的导出范畴中态射的群：
{\displaystyle H^{j}(X,E)=\operatorname {Hom} _{D(X)}(\mathbf {Z} _{X},E[j]),}
其中{\displaystyle \mathbb {Z} _{X}}是与整数相关联的常层，{\displaystyle E[j]}表示向左移动j步的复形E。

## 庞加莱对偶性与推广
庞加来对偶性定理是拓扑学的一个核心成果：对n维闭有向连通拓扑流形X、域k，群{\displaystyle H^{n}(X,\ k)}同构于k，上积
{\displaystyle H^{j}(X,k)\times H^{n-j}(X,k)\to H^{n}(X,k)\cong k}
是所有整数j的完美配对。即，从{\displaystyle H^{j}(X,\ k)}到对偶空间{\displaystyle H^{n-j}(X,\ k)^{*}}的映射是同构，特别是，向量空间{\displaystyle H^{j}(X,\ k)}与{\displaystyle H^{n-j}(X,\ k)^{*}}有相同的（有限）维数。
运用层上同调的语言，可以进行很多推广。若X是有向n维流形（不必紧或连通），k是域，则上同调就是有紧支持的上同调的对偶：
{\displaystyle H^{j}(X,k)\cong H_{c}^{n-j}(X,k)^{*}.}
对任意流形X、域k，有X上的层{\displaystyle o_{X}}——方向层，局部（可能不是全局）同构于常层k。庞加莱对偶关于任意n维流形X的一个版本是同构：
{\displaystyle H^{j}(X,o_{X})\cong H_{c}^{n-j}(X,k)^{*}.}
更一般地，若E是n维流形上k维向量空间的局部常层，且E的茎有限维，则有同构
{\displaystyle H^{j}(X,E^{*}\otimes o_{X})\cong H_{c}^{n-j}(X,E)^{*}.}
系数在任意交换环而非域中时，庞加莱对偶性可以很自然地表述为上同调到博雷尔–摩尔同调的同构。
韦迪耶对偶是很广的推广。对任意有限维局部紧空间X与任意域k，在X上层的导出范畴{\displaystyle D(X)}中有对象{\displaystyle D_{X}}，称作对偶化复形（dualizing complex，系数位于k中）。韦迪耶对偶的一种情形是同构：
{\displaystyle H^{j}(X,D_{X})\cong H_{c}^{-j}(X,k)^{*}.}
对n维流形X，对偶化复形{\displaystyle D_{X}}同构于方向层的移位{\displaystyle o_{X}[n]}。因此，庞加莱对偶是韦迪耶对偶的特例。
亚历山大对偶是另一种有用的推广。对有向n维流形M的任意闭子集X与任意域k，有同构：
{\displaystyle H_{X}^{j}(M,k)\cong H_{c}^{n-j}(X,k)^{*}.}
对{\displaystyle M=\mathbb {R} ^{n}}的紧子集X来说这已经很有趣了，因为它说（粗略地），{\displaystyle \mathbb {R} ^{n}-X}的上同调是X的层上同调的对偶。当中，必须考虑层上同调而非奇异上同调，除非对X有额外假设，如局部可收缩性。

## 高阶直像与勒雷谱序列
令{\displaystyle f:\ X\to Y}维拓扑空间的连续映射，E为X上阿贝尔群的层。前推层{\displaystyle f_{*}E}是Y上的层，对Y的任意开子集U定义为
{\displaystyle (f_{*}E)(U)=E(f^{-1}(U))}
例如，若f是X到点的映射，则{\displaystyle f_{*}E}是与E的全局截面群{\displaystyle E(X)}对应的点上的层。
X上的层到Y上的层的函子{\displaystyle f_{*}}是左正合的，但一般不是右正合的。Y上的高阶直像层{\displaystyle R^{i}f_{*}E}定义为函子{\displaystyle f_{*}}的右导出函子。另一种描述是，{\displaystyle R^{i}f_{*}E}是与Y上预层相关联的层
{\displaystyle U\mapsto H^{i}(f^{-1}(U),E)}
因此，粗略地说，高阶直像层描述了Y中小开集的逆像的上同调。
勒雷谱序列将X上的上同调与Y上的上同调相关联，即对任何连续映射{\displaystyle f:\ X\to Y}、X上任何层E，有谱序列
{\displaystyle E_{2}^{ij}=H^{i}(Y,R^{j}f_{*}E)\Rightarrow H^{i+j}(X,E).}
这是一个非常一般的结果。f是纤维化、E是常层的特例在同伦论中扮演着重要角色，这种情形称作塞尔谱序列。当中，高阶直像层是局部常的，其茎是f的纤维F的上同调群，因此塞尔谱序列对阿贝尔群A，可写作
{\displaystyle E_{2}^{ij}=H^{i}(Y,H^{j}(F,A))\Rightarrow H^{i+j}(X,A).}
勒雷谱序列的一个简单而有用的情形是，对拓扑空间Y的任意闭子集X和X上任意层E，用{\displaystyle f:\ X\to Y}表示包含，有同构
{\displaystyle H^{i}(Y,f_{*}E)\cong H^{i}(X,E).}
因此，关于闭子空间上层上同调的问题都可转化为关于环境空间上直像层的问题。

## 上同调的有限性
有个关于层上同调的强有限性结果。令X是紧豪斯多夫空间，R是主理想域，例如域或整数环{\displaystyle \mathbb {Z} }。令E为X上R模的层，并假定E有“局部有限生成上同调”，即对X中每点x、整数j、x的所有开邻域U，都有x的开邻域{\displaystyle V\subset U}，使得{\displaystyle H^{j}(U,\ E)\to H^{j}(V,\ E)}的像是有限生成R模，则上同调群{\displaystyle H^{j}(X,\ E)}是有限生成R模。
例如，对局部可收缩紧豪斯多夫空间X（在上文所述的弱意义上），层上同调群{\displaystyle H^{j}(X,\ \mathbb {Z} )}对整数j是有限生成的。
有限性结果适用于可构造层的一种情形。令X为拓扑层化空间。具体来说，X有闭子集序列
{\displaystyle X=X_{n}\supset X_{n-1}\supset \cdots \supset X_{-1}=\emptyset }
使每个差分{\displaystyle X_{i}-X_{i-1}}是维数为i的拓扑流形。 若E对每层{\displaystyle X_{i}-X_{i-1}}的限制是局部常的，且茎是有限生成R模，则X上的层E或R模在给定分层下是可构造的。关于给定分层的X上可构造层E具有局部有限的生成上同调。若X是紧的，则X的上同调群{\displaystyle H^{j}(X,\ E)}（系数在可构造层中）是有限生成的。
更一般地，假设X'是可紧的，即有紧层化空间W，包含X为开子集，W–X是层的连通分量的并，则对X上R模的任意可构造层E，R模{\displaystyle H^{j}(X,\ E)}与{\displaystyle H_{c}^{j}(X,\ E)}都是有限生成的。例如，任何具有经典（欧氏）拓扑的复代数簇X在此意义上都是可紧的。

## 凝聚层上同调
代数几何与复解析几何中，凝聚层是一类有特殊几何意义的层。例如，（局部诺特概形上的）代数向量丛或（复解析空间上的）全纯向量丛可视作凝聚层，而凝聚层比向量丛更有优势，因为凝聚层构成了阿贝尔范畴。在概形上，考虑准凝聚层也是有用的，其中包括秩无限的局部自由层。
关于系数在凝聚层中的概形或复解析空间的上同调群，我们已了解了很多。这一理论是代数几何中的重要技术工具，主要定理包括在各种情况下上同调变为零、上同调有限维、凝聚层上同调与奇异上同调的比较（如霍奇理论）与凝聚层上同调中欧拉示性数的公式（如黎曼-罗赫定理）等。

## 景上的层
1960年代，格罗滕迪克定义了景（site），即具备了格罗滕迪克拓扑的范畴。景C公理化了这样一个概念：C中的态射{\displaystyle V_{\alpha }\to U}集合是U的覆盖。拓扑空间X以自然的方式确定了景：范畴C的对象是X的开子集，态射是包含，当且仅当U是开子集{\displaystyle V_{\alpha }}的并时，态射{\displaystyle V_{\alpha }\to U}的集合称作U的覆盖。此外，格罗滕迪克拓扑的激励性例子是概形上的平展拓扑。此后，代数几何中还是用了很多其他的格罗滕迪克拓扑：fpqc拓扑、尼斯涅维奇拓扑等等。
层的定义适用于任何景，所以可以谈论景上的集合层，景上的阿贝尔群层，等等。层上同调作为导出函子的定义同样适于景，因此，对于景上的任何对象X、阿贝尔群的任何层E，都有层上同调群{\displaystyle H^{j}(X,\ E)}。对于平展拓扑，这给出了平展上同调的概念，并由此证明了韦伊猜想。代数几何中晶体上同调等其他上同调论也被定义为适当的景上的层上同调。